# The Rest of the Story
The Rest of the Story fue un programa de radio estadounidense presentado por Paul Harvey. Comenzó como parte de sus noticieros durante la Segunda Guerra Mundial y se convirtió en una serie independiente emitida en la cadena de radio ABC a partir del 10 de mayo de 1976. 
Comprendía historias verdaderas sobre una amplia variedad de temas, con una sorpresa o "vuelta de tuerca" que se guarda hasta el final. Desde el comienzo, el programa utilizabs borradores como libretos y contaba con el hijo de Harvey, Paul Harvey Jr. como productor. También las historias al aire al menos una vez por semana. Cada capítulo de la serie concluía con el locutor diciendo: "Y ahora usted conoce... el resto de la historia".